# Manito
Manito ist eine philippinische Stadtgemeinde in der Provinz Albay. Sie hat 26162 Einwohner (Zensus 2020). Die Gemeinde liegt am Golf von Albay und an der Grenze zu Sorsogon City liegen die hoch aufragenden Pocdolberge.

## Baranggays
Manito ist politisch unterteilt in 15 Baranggays.
- Balabagon
- Balasbas
- Bamban
- Buyo
- Cabacongan
- Cabit
- Cawayan
- Cawit
- Holugan
- It-Ba (Pob.)
- Malobago
- Manumbalay
- Nagotgot
- Pawa
- Tinapian